# Demokratická únia
Demokratická únia (zkratka DÚ, česky Demokratická unie) byla liberální politická strana působící v letech 1995–2005 na Slovensku.
Strana vznikla 25. března 1995 sloučením Demokratické únie Slovenska a Národno-demokratické strany. Formálně zanikla koncem srpna 2000 sloučením se Slovenskou demokratickou a kresťanskou únií. Z rejstříku politických stran a hnutí byla strana vymazána v listopadu 2005.
Dva bývalí členové této strany (Ján Budaj a Juraj Švec) založili po jejím formálním zániku 26. září 2000 novou stranu s názvem Liberálnodemokratická únia, která se později přejmenovala na Zmena zdola, Demokratická únia Slovenska.

## Významní členové strany
- Vladimír Bajan
- Ján Budaj
- Eduard Kukan
- Milan Kňažko
- Jozef Moravčík
- Martin Pado
- Ľubomír Plai
- Juraj Švec
- Tibor Šagát